# 傑伊馬尼夫卡 (皮里亞京區)
50°12′51″N 32°37′55″E / 50.21417°N 32.63194°E
傑伊馬尼夫卡（烏克蘭語：Дейманівка），是烏克蘭中部的村莊，隸屬波爾塔瓦州的盧布尼區。該村處於烏代河畔，面積3.6平方公里，海拔高度96米，2001年人口644。